# 高木志歩
高木 志歩（たかぎ しほ、1998年4月25日 - ）は、日本の女子バスケットボール選手である。ポジションはシューティングガード。地域リーグの播磨ホワイトバックス所属。

## 来歴
福岡県出身。
東筑紫学園高校から山梨学院大に進学し、インカレを経験。
卒業後は2022年よりWリーグに参入が決まっていた姫路イーグレッツに加入。
2023年、地域リーグの播磨ホワイトバックスに移籍。